# Michel Fingesten
Michel Fingesten (Butzkowitz, 18 aprile 1884 – Cerisano, 8 ottobre 1943) è stato un pittore e incisore ceco di origine ebraica.
È considerato uno dei più grandi artisti di ex libris della storia.

## Biografia

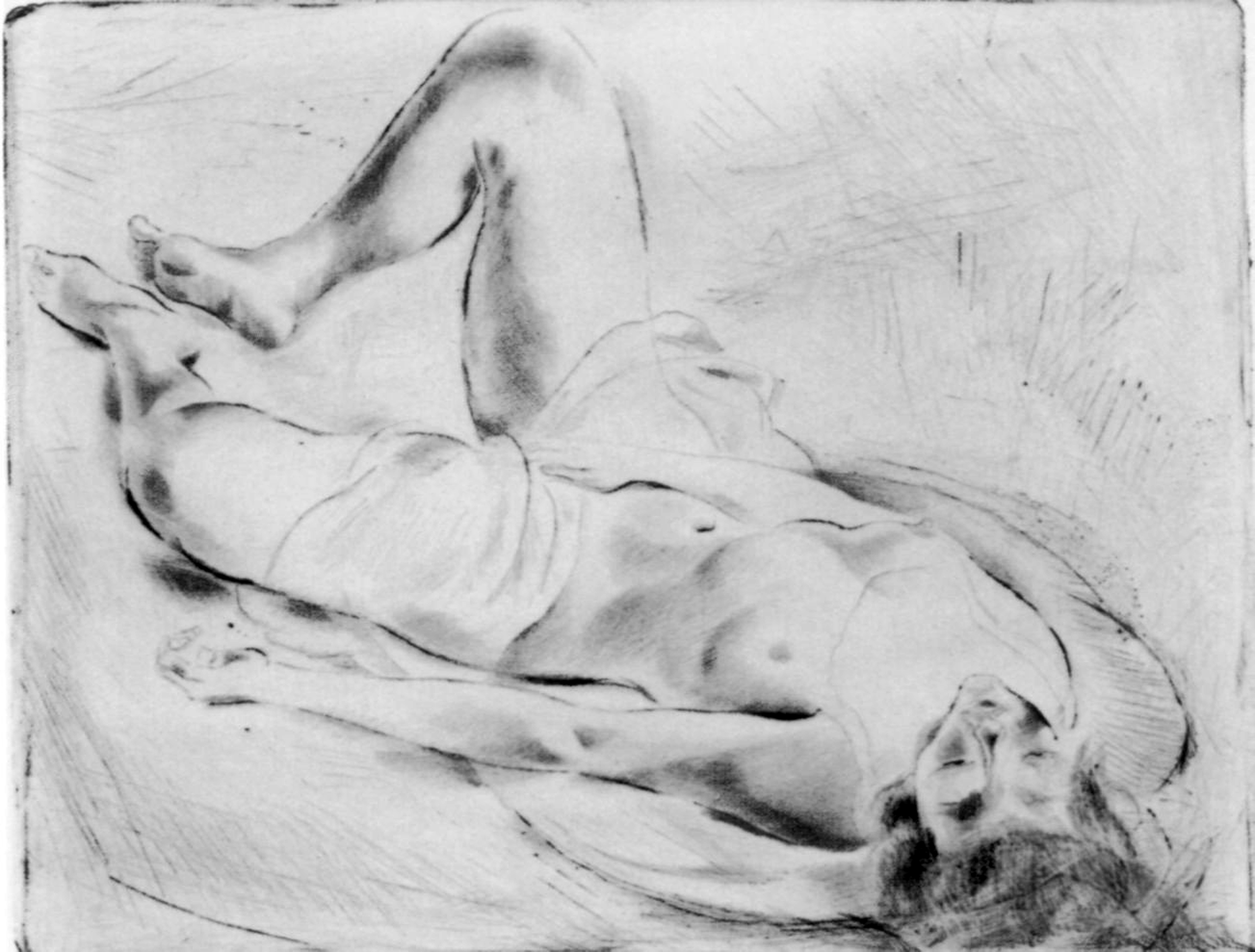
Improvisationen über das Thema Liebe

Di padre austriaco tessitore e madre ebraica originaria di Trieste.
A 16 anni studio' all'Accademia di Vienna, assieme a Oskar Kokoschka
Dal 1902 al 1906 girovaga per l'America, e quindi l'Australia, per poi arrivare a Palermo nel 1907. Risale la penisola passando per Trieste e ritornando in Germania, stabilendosi prima a Monaco nello studio di Franz von Stuck,  praticando la caricatura e la grafica di piccolo formato e quindi a Berlino.
Nel 1913 inizia ad incidere.
Torna in Italia nel 1935 per visitare i parenti materni triestini e vi rimase a causa delle persecuzioni razziali a cui erano soggetti gli ebrei nella Slesia stabilendosi a Milano.  In questo periodo incide circa 500 exlibris
Il 9 ottobre 1940 venne arrestato e internato come straniero nel campo di Civitella del Tronto e quindi di Ferramonti dal novembre 1941 e sarà accusato dai nazisti di aver dipinto arte degenerata ("Entartete Kunst").
Morirà l'8 ottobre 1943, dopo la liberazione del campo di prigionia da parte degli alleati, a causa di una infezione conseguente ad un'operazione chirurgica effettuata a Palazzo Sersale di Cerisano, in quel periodo utilizzato come ospedale. Le sue spoglie riposano nel cimitero del piccolo paese delle serre cosentine.
Prima di questa data eseguì la sua ultima opera artistica in Bisignano (Cs), realizzando un quadro su tavola raffigurante il martirio di San Bartolomeo, che si conserva ancora nell'omonima chiesa.
Michel Fingesten, dopo la liberazione dal campo di concentramento di Ferramonti ebbe rapporti con il parroco di Bisignano, don Giuseppe Savaglia, il quale gli commissionò l'opera dandogli come modello un'immaginetta. Il lavoro fu eseguito in pochi giorni, circa una settimana.
Tale quadro è importante non solo in quanto è l'ultimo lavoro artistico di Michel Fingesten ma soprattutto perché rappresenta un ritorno all'arte pittorica che egli aveva abbandonato del tutto, in quanto negli ultimi anni della sua vita si era dedicato solo alla realizzazione di Ex Libris.
È possibile leggere una interessante ricostruzione degli ultimi mesi di Fingesten nel campo di Ferramonti di Tarsia in un libro scritto da A. Alkalay ("The persistence of hope: a true story", Univ. Delaware pr, 2007) che fu un suo giovane allievo nel campo di internamento.
Nel canale youtube Ferramonticamp è possibile vedere il video originale girato dagli inglesi nel settembre del 1943 dove si può vedere Fingesten che dipinge circondato da un gruppo di bambini. Questo video è l'unico esistente che ritrae Fingesten al lavoro.